# Chuck Low
Chuck Low, Charles Lewis Low (New York, 1928. július 21. – Allendale, New Jersey, 2017. szeptember 18.) amerikai színész.

## Filmjei
- A komédia királya (The King of Comedy) (1982)
- Volt egyszer egy Amerika (Once Upon a Time in America) (1984)
- A misszió (The Mission) (1986)
- Nagymenők (Goodfellas) (1990)
- A mecénás szeretője (Mistress) (1992)
- Az éjszaka és a város (Night and the City) (1992)
- Tribeca (1993, tv-sorozat, öt epizódban)
- Pokoli lecke (Sleepers) (1996)
- Esküdt ellenségek (Law & Order) (1998, tv-sorozat, egy epizódban)
- Maffiózók (The Sopranos) (1999, tv-sorozat, egy epizódban)
- 100 Centre Street (2001, tv-sorozat, egy epizódban)
- Kill the Poor (2003)

## További információ
- Chuck Low az Internetes Szinkronadatbázisban (magyarul)
- Chuck Low az Internet Movie Database-ben (angolul)
- Chuck Low a Rotten Tomatoeson (angolul)